# Marcel Denis
Para T.Denis, el botánico francés Thomas Denis (1830- ?)
Marcel Denis ( 1897 -1929 ) fue un botánico, fitogeógrafo y explorador francés.
Dersarrolló actividades de prospección fitogeográfica en el Macizo Central (región centro sur de Francia).

## Algunas publicaciones
- p. Allorge, marcel Denis. 1927. Notes sur les complexes végétaux des lacs-tourbières de l'Aubrac. Arch. Bot. 1: 17-36

- marcel Denis. 1926. Revue des travaux parus sur les algues de 1910 à 1920. Editor A. Lesot, 194 pp.

- --------------------. 1921. Les Euphorbiées des îles australes d'Afrique, par Marcel Denis, docteur ès sciences. Edición reimpresa de BiblioBazaar, 158 pp. ISBN 117885261X

- --------------------. 1921. Algae and Related Subjects: Collected Works

- La abreviatura «Denis» se emplea para indicar a Marcel Denis como autoridad en la descripción y clasificación científica de los vegetales.[1]